# Eidgenössische Volksinitiative «Für eine starke Pflege (Pflegeinitiative)»
Die eidgenössische Volksinitiative für eine starke Pflege (Pflegeinitiative) war eine schweizerische Volksinitiative des Schweizer Berufsverbands der Pflegefachfrauen und Pflegefachmänner SBK. Sie verlangte, dass Bund und Kantone dazu verpflichtet werden, für eine dem Bedarf der Schweizer Bevölkerung angemessene pflegerische Versorgung zu sorgen. Dies sollte insbesondere über Investitionen in die Ausbildung von ausreichend Pflegepersonal, eine Verbesserung der Arbeitsbedingungen und eine teilweise Autonomie bei der Abrechnung von Pflegeleistungen mit den Krankenkassen geschehen. Die Volksabstimmung fand am 28. November 2021 statt, wobei die Initiative deutlich das Volks- und Ständemehr schaffte.
Es ist die 24. Volksinitiative, die angenommen wurde – und die erste, die von Gewerkschaftskreisen lanciert worden ist.

## Hintergrund
Gemäss Berechnung des Schweizer Bundesamtes für Statistik wird in den nächsten 30 Jahren die Zahl der über 65-Jährigen in der Schweiz auf 2,7 Millionen Personen steigen. Ende 2014 waren es noch 1,5 Millionen. Damit wird auch der Anteil an alten, chronisch und mehrfach erkrankten Menschen weiter stark zunehmen. Hinzu kommt, dass die Aufenthaltsdauer im Spital nach chirurgischen Eingriffen – und teilweise auch bei Krankheit und Unfall – stetig sinkt. Das hat unter anderem zur Folge, dass mehr Patientinnen und Patienten in kürzerer Zeit pflegerisch versorgt, angeleitet und beraten werden müssen.
Der Schweiz gelingt es nicht, ausreichend Personal für den bestehenden und zukünftigen Bedarf an professioneller Pflege auszubilden. Besonders akut ist die Situation bei den diplomierten Pflegefachpersonen. So lagen die Ausbildungszahlen 2014 über alle Ausbildungsstufen gesehen (Diplomierte Pflegefachpersonen HF und FH, Fachfrauen/Fachmänner Gesundheit FaGe EFZ; Assistent Gesundheit und Soziales EBA EBA) nur bei rund 56 Prozent des errechneten Bedarfs, bei den auf Tertiärniveau ausgebildeten diplomierten Pflegefachperson bei lediglich 43,1 Prozent. Der Erfüllungsgrad lag auch in den nachfolgenden Jahren weit unter dem Bedarf von 6075 Pflegediplomen auf Tertiärniveau: 2580 im Jahre 2015, 2503 im Jahr 2016 und 2632 im Jahr 2017.
Verschärft wird der Mangel an Pflegepersonal durch den hohen Anteil an Berufsaustritten: 45,9 Prozent verlässt den Beruf frühzeitig.

## Initiativtext
Art. 117c Pflege
1 Bund und Kantone anerkennen und fördern die Pflege als wichtigen Bestandteil der Gesundheitsversorgung und sorgen für eine ausreichende, allen zugängliche Pflege von hoher Qualität.
2 Sie stellen sicher, dass eine genügende Anzahl diplomierter Pflegefachpersonen für den zunehmenden Bedarf zur Verfügung steht und dass die in der Pflege tätigen Personen entsprechend ihrer Ausbildung und ihren Kompetenzen eingesetzt werden.
Art. 197 Ziff. 123
12. Übergangsbestimmung zu Art. 117c (Pflege)
1 Der Bund erlässt im Rahmen seiner Zuständigkeiten Ausführungsbestimmungen über:
a. die Festlegung der Pflegeleistungen, die von Pflegefachpersonen zulasten der Sozialversicherungen erbracht werden:
1. in eigener Verantwortung,
2. auf ärztliche Anordnung;
b. die angemessene Abgeltung der Pflegeleistungen;
c. anforderungsgerechte Arbeitsbedingungen für die in der Pflege tätigen Personen;
d. Möglichkeiten der beruflichen Entwicklung von den in der Pflege tätigen Personen.

## Behandlung der Initiative

### Einreichung
Die Pflegeinitiative wurde am 17. Januar 2017 lanciert. Am 3. Januar 2017 fand die Vorprüfung durch die Bundeskanzlei statt, die verfügte, dass die Initiative den gesetzlichen Anforderungen entspreche (Art. 68, Art. 69 BPR; Art. 23 VPR). Daraufhin begann der Fristenlauf von 18 Monaten am 17. Januar 2017 für die Sammlung von 100'000 Unterschriften (Art. 139 BV). Am 17. November 2017 wurde die Initiative eingereicht. Die Bundeskanzlei bestätigte am 29. November 2017, dass die Initiative mit über 114'078 Unterschriften zustande gekommen ist. Nach Art. 97 Abs. 1 Bst. a ParlG hat der Bundesrat ein Jahr, nachdem eine zustande gekommene Volksinitiative eingereicht worden ist, der Bundesversammlung eine Botschaft und einen Entwurf für einen Bundesbeschluss zu unterbreiten. Dieser Pflicht kam er am 7. November 2018 nach. Auf Grundlage der Botschaft begann die parlamentarische Beratung in den Eidgenössischen Räten am 16. Dezember 2019.

### Botschaft des Bundesrates
Der Bundesrat hat am 9. März 2018 bekanntgeben, dass er die Pflegeinitiative ohne Gegenentwurf ablehnt. Am 7. November 2018 präzisierte er seine Ablehnung in seiner Botschaft an das Parlament. Hauptsächliche Begründung war, dass die geforderte Kompetenz zur Abrechnung von bestimmten Pflegeleistungen zu Mehrkosten in der obligatorischen Krankenversicherung und zu Prämiensteigerungen führen würde.

### Beratung in den Eidgenössischen Räten
Die Bundesversammlung folgte dem Antrag des Bundesrates und beschloss, Volk und Ständen die Initiative mit der Empfehlung auf Ablehnung zu unterbreiten; der Nationalrat fasste diesen Beschluss am 17. Dezember 2019 mit 107 zu 82 Stimmen bei 6 Enthaltungen, der Ständerat am 7. Juni 2021 mit 28 zu 14 Stimmen. Im Nationalrat stimmten die Fraktion der SVP einstimmig, die FDP-Liberale Fraktion und die Grünliberale Fraktion mit grosser Mehrheit sowie die Fraktion der Mitte mit knapper Mehrheit gegen die Initiative; für die Initiative sprachen sich einstimmig die Fraktionen der SP und der Grünen, eine grössere Minderheit der Fraktion der Mitte und kleine Minderheiten der Fraktionen der FDP-Liberalen und der Grünliberalen aus.
Der Bundesrat legte am 30. Juni 2021 das Datum des 28. November 2021 für die Volksabstimmung fest.

## Initiativkomitee
Das Initiativkomitee besteht aus folgenden Personen:
- Carobbio Guscetti Marina, Nationalrätin SP, Ärztin
- Chabbey Julien, Pflegestudierender, Vorstandsmitglied Verband Schweizer Pflegestudierende
- Chapuis Jacques, Direktor Haute Ecole de la Santé La Source (HES-SO)
- Dätwyler Weber Barbara, Dipl. Pflegefachfrau HF, Präsidentin SBK Sektion SG/TG/AI/AR
- Glanzmann Ida, Nationalrätin Die Mitte
- Gysi Barbara, Nationalrätin SP
- Häsler Christine, Nationalrätin Grüne
- Heim Bea, Nationalrätin SP
- Joder Rudolf, alt Nationalrat SVP
- Juchli Liliane Klara, Dr. theol. h. c., Pflegeexpertin
- Kessler Margrit, Präsidentin SPO, alt Nationalrätin GLP
- Lehn Isabelle, Pflegedirektorin
- Ley Sophie, Vizepräsidentin SBK-ASI
- Lohr Christian, Nationalrat Die Mitte, Dozent und Publizist
- Lüthi Regula, MPH, Direktorin Pflege MTD, Soziale Arbeit, Präsidentin Swiss Nurse Leaders
- Marbet Peter, Direktor Berner Bildungszentrum Pflege,
- Marchand-Balet Géraldine, Nationalrätin Die Mitte, Dipl. Pflegefachfrau,
- Müller Staub Maria, Prof. Dr., Prof. in Pflegediagnostik, Präsidentin Schweizerischer Verein für Pflegewissenschaft VfP,
- Poletti Rosette, Pflegeexpertin
- Quadranti Rosmarie, alt Nationalrätin Die Mitte
- Ribi Yvonne, Geschäftsführerin SBK-ASI
- Schmid-Federer Barbara, Nationalrätin Die Mitte
- Spirig Rebecca, Prof. Dr., Direktorin Pflege und MTTB
- Sprenger Ramon, Dipl. Pflegefachmann HF
- Théraulaz Pierre, ehemaliger Präsident SBK-ASI
- Volpi Marco, Pflegedienstleiter, Präsident SBK-ASI Sektion VS
- Zaugg Helena, Präsidentin SBK-ASI

## Indirekter Gegenentwurf
Die Kommission für soziale Sicherheit und Gesundheit des Nationalrats (SGK-N) beschloss am 24. Januar 2019, der Pflegeinitiative mit einer parlamentarischen Initiative einen indirekten Gegenentwurf auf Gesetzesstufe gegenüberzustellen. Diesen Gegenentwurf unterstützte der Bundesrat. Der indirekte Gegenentwurf sah eine Ausbildungsoffensive vor, für die während acht Jahren eine Milliarde Franken zur Verfügung steht. Studierende, die eine Pflegeausbildung an einer höheren Fachschule absolvieren, sollten bei Bedarf finanziell unterstützt werden. Spitäler, Pflegeheime und Spitexorganisationen sollten für die praktische Ausbildung diplomierter Pflegefachkräfte subventioniert werden. Fachhochschulen sowie höhere Fachschulen sollten Zuschüsse erhalten, wenn sie die Zahl ihrer Ausbildungsplätze erhöhen. Zudem wollte der indirekte Gegenentwurf – wie die Initiative auch – ermöglichen, dass Pflegefachpersonen gewisse Leistungen direkt zulasten der obligatorischen Krankenpflegeversicherung abrechnen können. Ein Kontrollmechanismus sollte verhindern, dass es zu einer Zunahme an Leistungen und damit zu höheren Gesundheitskosten kommt, die zu einem Anstieg der Krankenkassenprämien zulasten der Bevölkerung führen würden.
In den Schlussabstimmungen wurde der indirekte Gegenentwurf zur Volksinitiative im Nationalrat mit 194 Stimmen zu 1 Stimme und im Ständerat mit 43 zu null Stimmen bei einer Enthaltung angenommen. Er war mit der Volksinitiative in der Weise verknüpft, dass das neue Gesetz nur in Kraft treten kann, wenn die Volksinitiative abgelehnt oder zurückgezogen wird. Nachdem die Volksinitiative angenommen worden ist, haben Bundesrat und Parlament mit der neuen Verfassungsbestimmung den Auftrag erhalten, eine entsprechende Gesetzgebung erneut auszuarbeiten.

## Meinungsumfragen
| Institut    | Auftraggeber | Datum             | Ja | Eher Ja | Unentschieden Keine Antwort | Eher Nein | Nein |
| ----------- | ------------ | ----------------- | -- | ------- | --------------------------- | --------- | ---- |
| LeeWas GmbH | Tamedia      | 12. November 2021 | 64 | 8       | 2                           | 4         | 22   |
| gfs.Bern    | SRG SSR      | 7. November 2021  | 47 | 20      | 6                           | 11        | 16   |
| LeeWas GmbH | Tamedia      | 29. Oktober 2021  | 60 | 17      | 4                           | 7         | 12   |
| LeeWas GmbH | Tamedia      | 12. Oktober 2021  | 59 | 23      | 7                           | 5         | 6    |
| gfs.Bern    | SRG SSR      | 9. Oktober 2021   | 48 | 30      | 7                           | 9         | 6    |

Bemerkungen: Angaben in Prozent. Das Datum bezeichnet den mittleren Zeitpunkt der Umfrage, nicht den Zeitpunkt der Publikation der Umfrage.

## Volksabstimmung

### Haltungen der Parteien
Die EVP, die Grünen, die SP und glp haben die Ja-Parole zur Pflegeinitiative beschlossen; bei der SP geschah dies einstimmig. Die Delegierten der Mitte haben Stimmfreigabe beschlossen. Die FDP, die SVP und die EDU haben dagegen die Nein-Parole beschlossen.

### Ergebnis
Provisorisches amtliches Endergebnis:
| Kanton                     | Ja        | Ja-Anteil | Nein      | Nein-Anteil | Beteiligung |
| -------------------------- | --------- | --------- | --------- | ----------- | ----------- |
| Aargau                     | 0163'618  | 58,01 %   | 0118'442  | 41,99 %     | 65,09 %     |
| Appenzell Ausserrhoden (½) | 0015'377  | 55,30 %   | 0012'429  | 44,70 %     | 71,97 %     |
| Appenzell Innerrhoden (½)  | 0003'910  | 47,05 %   | 0004'401  | 52,95 %     | 69,97 %     |
| Basel-Landschaft (½)       | 0075'848  | 62,00 %   | 0046'491  | 38,00 %     | 66,20 %     |
| Basel-Stadt (½)            | 0048'135  | 66,64 %   | 0024'094  | 33,36 %     | 64,66 %     |
| Bern                       | 0312'671  | 63,90 %   | 0176'625  | 36,10 %     | 66,70 %     |
| Freiburg                   | 0084'110  | 64,73 %   | 0045'827  | 35,27 %     | 62,59 %     |
| Genf                       | 0091'305  | 64,35 %   | 0050'589  | 35,65 %     | 54,00 %     |
| Glarus                     | 0010'493  | 61,14 %   | 0006'669  | 38,86 %     | 65,28 %     |
| Graubünden                 | 0055'531  | 61,67 %   | 0034'518  | 38,33 %     | 65,09 %     |
| Jura                       | 0021'095  | 66,40 %   | 0010'676  | 33,60 %     | 60,13 %     |
| Luzern                     | 0115'520  | 59,32 %   | 0079'228  | 40,68 %     | 70,27 %     |
| Neuenburg                  | 0040'975  | 63,88 %   | 0023'168  | 36,12 %     | 57,76 %     |
| Nidwalden (½)              | 0012'445  | 53,39 %   | 0010'865  | 46,61 %     | 74,60 %     |
| Obwalden (½)               | 0010'427  | 52,39 %   | 0009'477  | 47,61 %     | 74,96 %     |
| Schaffhausen               | 0024'675  | 63,45 %   | 0014'214  | 36,55 %     | 75,66 %     |
| Schwyz                     | 0040'206  | 51,40 %   | 0038'019  | 48,60 %     | 73,41 %     |
| Solothurn                  | 0072'029  | 60,57 %   | 0046'895  | 39,43 %     | 65,99 %     |
| St. Gallen                 | 0125'953  | 56,75 %   | 0095'998  | 43,25 %     | 68,26 %     |
| Tessin                     | 0072'785  | 56,13 %   | 0056'891  | 43,87 %     | 59,58 %     |
| Thurgau                    | 0070'019  | 59,55 %   | 0047'562  | 40,45 %     | 68,46 %     |
| Uri                        | 0010'453  | 57,74 %   | 0007'715  | 42,26 %     | 69,18 %     |
| Waadt                      | 0178'762  | 64,71 %   | 0097'478  | 35,29 %     | 60,82 %     |
| Wallis                     | 0085'373  | 59,17 %   | 0058'907  | 40,83 %     | 65,25 %     |
| Zug                        | 0030'394  | 54,82 %   | 0025'127  | 45,18 %     | 71,80 %     |
| Zürich                     | 0388'781  | 61,76 %   | 0240'672  | 38,24 %     | 66,53 %     |
|                            |           |           |           |             |             |
| Schweiz                    | 2'161'080 | 60,98 %   | 1'382'977 | 39,02 %     | 65,30 %     |

## Umsetzung
Weil die Pflegeinitiative in der Volksabstimmung angenommen worden ist, muss der Bundesgesetzgeber auf Grundlage der angenommenen Verfassungsänderung Gesetze für die Umsetzung erlassen. Der Bundesrat hat in seiner Sitzung vom 12. Januar 2022 mitgeteilt, dass er eine Umsetzung in zwei Etappen vorsehe: die Ausbildungsoffensive und die direkte Abrechnung könnten zügig realisiert werden, da es keiner Vernehmlassung bedürfe. Hierfür hat der Bundesrat das EDI beauftragt, den Gesetzesentwurf des indirekten Gegenentwurfes wieder aufzunehmen und eine Botschaft auszuarbeiten, auf Basis derer die parlamentarische Beratung stattfindet. Die Umsetzung der weiteren Aspekte der Initiative (u. a. die Forderung nach anforderungsgerechten Arbeitsbedingungen und einer angemessenen Abgeltung der Pflegeleistungen) beanspruchten mehr Zeit; denn zuerst müssten die Zuständigkeiten zwischen BAG, SECO und ISBF geklärt werden.
Die Umsetzung der ersten Etappe erfolgte am 1. Januar 2024, als das Bundesgesetz über die Förderung der Ausbildung im Bereich der Pflege in Kraft trat. Ein nationales Monitoring überwacht die Wirksamkeit der Umsetzung. Am 21. Mai 2025 verabschiedete der Bundesrat die Gesetzesvorlagen für die Umsetzung der zweiten Etappe zuhanden des Parlaments.